# Pierre-Charles Simart
Pierre-Charles Simart (Troyes, 27 giugno 1806 – Parigi, 27 maggio 1857) è stato uno scultore francese.

## Biografia
Figlio di Antoine Simart, un falegname di Troyes, e di Catherine Loiseau, Pierre-Charles Simart manifestò molto precocemente delle doti per il disegno e la scultura. Dopo degli studi alla scuola di disegno di Troyes, venne ammesso alla scuola di belle arti di Parigi, dove fu uno studente di Antoine Desboeufs, Charles Dupaty, Jean-Pierre Cortot e James Pradier. Nel 1833 Simart ottenne il primo gran premio di Roma nella scultura con un rilievo avente come soggetto Il vecchio e i figli. Grazie a questa borsa di studio poté recarsi alla sede dell'accademia di Francia a Roma, la villa Medici. Venne eletto membro dell'accademia di belle arti nel 1852.
Egli scolpì i dieci altorilievi della cripta della tomba di Napoleone I a Les Invalides così come la grande statua dell'imperatore con il costume dell'incoronazione.
Il 12 maggio del 1841 sposò Laure Jaÿ, la figlia dell'architetto Alphonse-François Marie Jaÿ e di Adèle Baltard, sorella dell'architetto Victor Baltard. La coppia ebbe un figlio che studiò al politecnico di Parigi e fu un ufficiale di marina, Georges Simart, e una figlia. Rimasto vedovo nel 1851, egli si risposò il 14 ottobre del 1852 con Amélie Baltard, la cugina della sua prima moglie.
Pierre-Charles Simart venne nominato cavaliere della Legione d'onore il 5 luglio del 1846, per poi venire promosso a ufficiale dello stesso ordine il 14 giugno del 1856. Tra i suoi studenti ebbe Émilien Cabuchet. Morì accidentalmente a causa della caduta da un omnibus. Dopo il suo decesso, la sua moglie entrò negli ordini con il nome di madre reverenda Saint-Pierre. I modelli e i calchi della maggior parte delle sue opere, circa sessantaquattro statue, busti, bassorilievo o bozzetti in gesso, furono offerti dalla sua vedova all'odierno museo Saint Loup di Troyes.

## Omaggi
Una via del diciottesimo arrondissement di Parigi e una di Troyes prendono il nome da lui.

## Opere nelle collezioni pubbliche

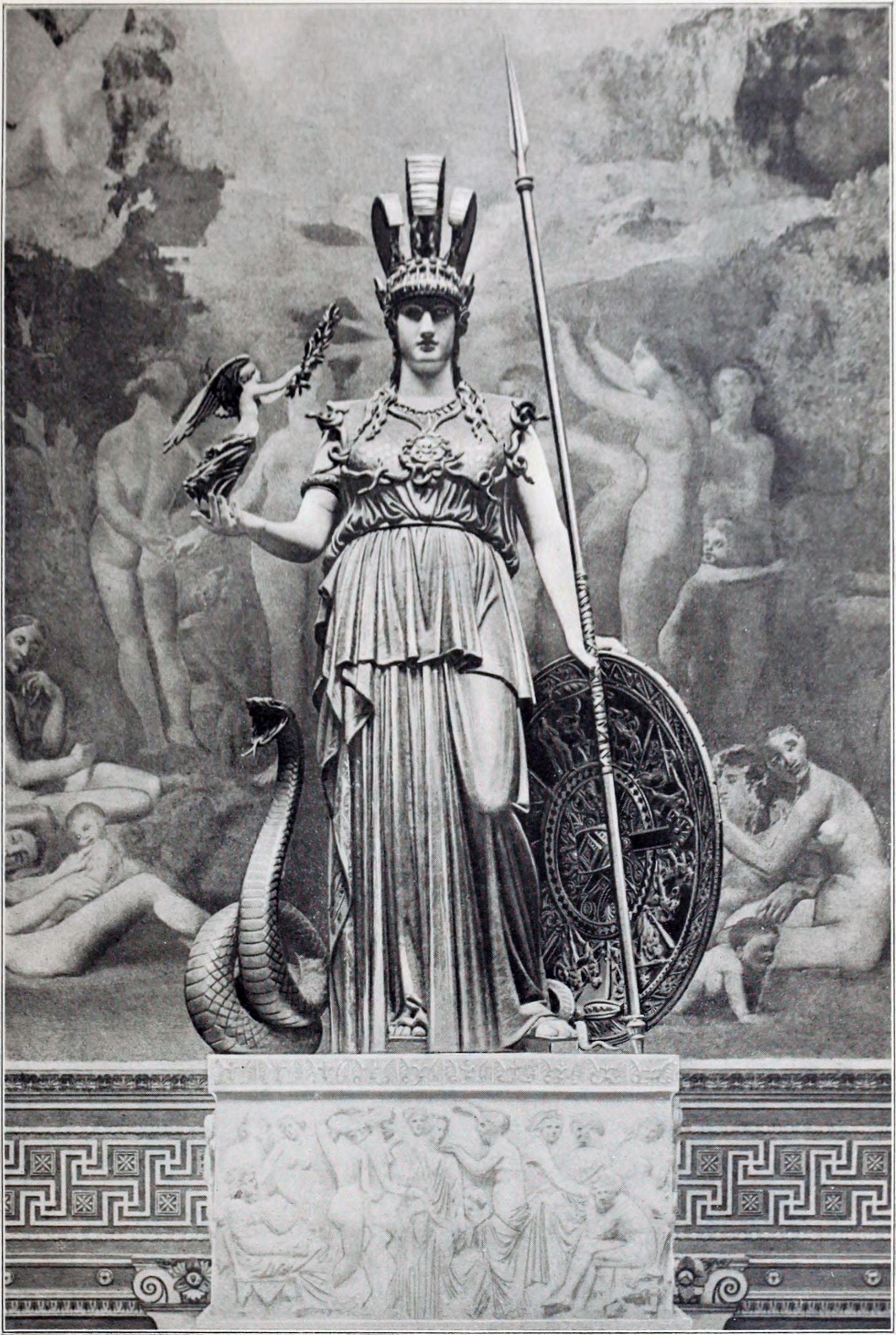
Minerva, 1855 (fotografia del 1910)

- Dampierre-en-Yvelines, castello di Dampierre: Minerva, o Minerva di Dampierre, 1855, statua crisoelefantina tratta da un'opera di Fidia, scolpita per il duca di Luynes, oreficieria di Duponchel.
- Parigi:
  - cimitero di Père-Lachaise, tomba di James Pradier: Saffo, rilievo eseguito assieme a François-Clément Moreau.
  - giardini del Lussemburgo, biblioteca del Senato:
    - La Poesia epica, statua in marmo;
    - La Filosofia, statua in marmo.

  - hôtel des Invalides, cripta:
    - bassorilievi di Napoleone, marmo, 1857 circa;
    - Statua di Napoleone I, marmo, 1857 circa.[2]

  - palazzo del Louvre, frontone del padiglione Sully: Napoléon 1er dominant l’Histoire et les Arts, altorilievo in pietra, con Antoine-Louis Barye.
  - La Giustizia e L'Abbondanza sulle colonne della barriera del trono, 1840.[1]
- Rouen, museo di belle arti: Oreste rifugiatosi presso l'altare di Pallade, marmo, 1839-1840.[8]
- Troyes, museo Saint Loup:Uno dei bassorilievi della cripta napoleonica all'Hôtel des Invalides.

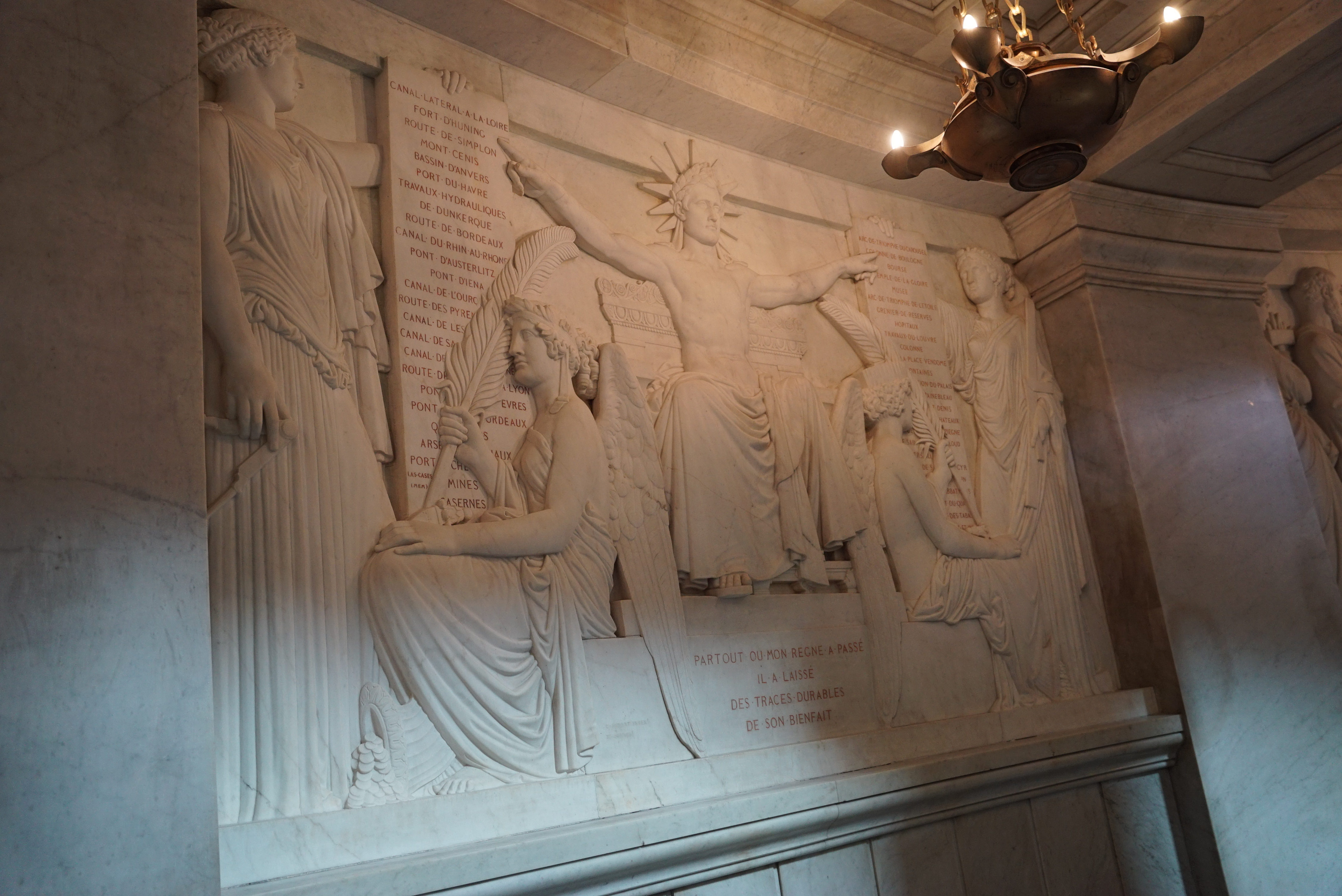
Uno dei bassorilievi della cripta napoleonica all'Hôtel des Invalides.

  - Le Joueur de Ruzzica, gesso, 1836 circa;[7]
  - La nymphe Coronis, 1831.[7]